# Cryptotis peregrina
Cryptotis peregrina är en däggdjursart som först beskrevs av Clinton Hart Merriam 1895.  Cryptotis peregrina ingår i släktet pygménäbbmöss, och familjen näbbmöss. IUCN kategoriserar arten globalt som otillräckligt studerad. Inga underarter finns listade i Catalogue of Life.
Denna näbbmus är bara känd från två bergstrakter i delstaten Oaxaca i södra Mexiko. Den hittades bland annat vid 2860 meter över havet. Arten fångades på en fuktig äng i närheten av en molnskog. Födan utgörs av insekter.